# Homokkomárom
Homokkomárom község Zala vármegyében, a Nagykanizsai járásban. 

## Fekvése
A Zalai-dombságban fekszik, az Egerszeg–Letenyei-dombság területén, a Principális-völgy peremén.
Viszonylag kiterjedt külterületekkel rendelkezik, ezek révén több környékbeli községgel is határos. A közvetlenül szomszédos települések: északon Magyarszerdahely, Magyarszentmiklós és Fűzvölgy, északkeleten Hosszúvölgy és Korpavár, keleten Palin (utóbbi kettő Nagykanizsa része), délkeleten Nagykanizsa, délen Sormás, nyugaton pedig Obornak (Eszteregnye része).
A legközelebbi város Nagykanizsa, közúton 13 kilométerre délkeletre.

### Megközelítése
Zsáktelepülés, szomszédainak jelentős száma ellenére közúton lényegében csak egy irányból érhető el, Hosszúvölgyön keresztül, a 74-es főútból Korpavártól nyugatra kiágazó 75 131-es számú mellékúton.

## Története
A falu első írásos említése 1293-ban kelt Kamar, Humukcamar alakban. Mai elnevezése 1741-től ismeretes. Az Árpád-házi királyok idejében királyi birtok volt. 1360-ban pálos szerzetesek telepedtek le ezen a helyen. A török megszállás alatt kolostoruk és templomuk teljesen elpusztult.
Schenkendorf József cs. k. ezredes a hitélet gyakorolhatósága érdekében egy fakápolnát építtetett a mai templom helyén, melyet 1702. szeptember 8-án szenteltek fel. Schenkendorf özvegyétől 1717-ben Esch Ferenc megvásárolta az egész birtokot. Ő német családokkal telepítette azt be, és 1722-ben elkezdte a mai templom építését. A templom fő építtetője a báró Esch család volt, de annak teljes befejezésében, illetve felszerelésében gróf Batthyány Lajos, Magyarország nádora és Kanizsa ura is jelentős szerepet vállalt. Ő 1744-ben királyi adományként kapta meg Homokkomáromot és környékét.
A templom kegyképe 1722-ben, a jelenlegi templom alapjainak ásása közben került elő, a legenda szerint épségben az ott lévő hársfa gyökerei közül. A 40 cm × 60 cm-es nagyságú, a 17. századból származó képet, mely a kis Jézust tartó Szűz Máriát ábrázolja, csodatevő képként tisztelték a 18. században. A képet többször levitték az alsó kápolnába, de éjszakánként mindig visszajött előbbi helyére. Ezt a Mária-képet tették a templom elkészültekor, talán 1744-ben a fő oltárra (melyet a hársfa helyére építettek), és azóta is ott van.
Szent Félix gyermekszent ereklyéjét XIV. Benedek pápa ajándékozta Koptik Odó egykori celldömölki apát közbenjárására Homokkomáromnak 1751-ben. Az ereklyét először Nagykanizsára vitték, majd onnan pünkösd harmadnapján, június 2-án a jelenlegi helyére díszes körmenetben.
A templom külső és belső felújítására 1938-ban került sor Batthyány-Strattmann László kegyúr költségén. 1990 márciusában érkezett a Nyolc Boldogság katolikus közösség az üres kolostorépületbe Szendi József püspök meghívására.
A falu 1992-ben Szent Orbán-szobrot állított a szőlőhegy védőszentjének tiszteletére.

## Közélete

### Polgármesterei
- 1990–1994: Klein József (független)[3]
- 1994–1998: Klein József (független)[4]
- 1998–2002: Strausz Ferenc (független)[5]
- 2002–2006: Papné Szabó Mónika (független)[6]
- 2006–2010: Bodó Tamás István (független)[7]
- 2010–2014: Bodó Tamás István (független)[8]
- 2014–2016: Bodó Tamás István (független)[9]
- 2016–2019: Singula Ferencné (független)[10]
- 2019–2024: Singula Ferencné (független)[11]
- 2024– : Singula Ferencné (független)[1]

A településen 2016. május 29-én időközi polgármester-választást tartottak, az előző polgármester lemondása miatt.
A településen polgárőrség működik.

## Népesség
A település népességének változása:
| Lakosok száma | 193  | 167  | 161  | 193  | 243  | 248  | 253  |
|               | 2013 | 2014 | 2015 | 2021 | 2022 | 2023 | 2024 |

A 2011-es népszámlálás idején a nemzetiségi megoszlás a következő volt: magyar 91%, cigány 3,42%, német 5,13%. A lakosok 73,78%-a római katolikusnak,  5,3% felekezeten kívülinek vallotta magát (19,55% nem nyilatkozott).
2022-ben a lakosság 80,7%-a vallotta magát magyarnak, 11,5% németnek, 1,2% románnak, 0,4% bolgárnak, 1,6% egyéb, nem hazai nemzetiségűnek (19,3% nem nyilatkozott; a kettős identitások miatt a végösszeg nagyobb lehet 100%-nál). Vallásuk szerint 44% volt római katolikus, 4,1% református, 0,4% görög katolikus, 0,4% egyéb katolikus, 8,6% felekezeten kívüli (42% nem válaszolt).

## Nevezetességei
- A templom engesztelő napja minden hónap 13-án rendszeresen nagy tömegeket vonz nemcsak Magyarországról, de a határokon túlról is. Búcsúk: pünkösd, Kisboldogasszony (szept. 8.), és Szent Félix napján (július 10).
- A templom mellett áll a Nyolc Boldogság Közösség kolostora, ahová egész évben érkeznek zarándokok.
- A falun keresztülhalad a Kéktúra útvonala.
- A Balatonmelléke Borvidék legnagyobb egybefüggő szőlőterülete található itt.

## Ismert emberek
- Itt született 1955. szeptember 20-án Orsós Ferenc művelődésszervező, rajztanár, grafikus és festő.
- Itt született Szántó Béla Lőb (szül. Schreiber, 1881. február 1. – Budapest, 1951. június 1.) tisztviselő, politikus.
- Itt született Szántó Gizella (szül. Schreiber, 1884. április 30. – Moszkva, 1947. április 30.) tanító, pártpolitikus.

## Képek

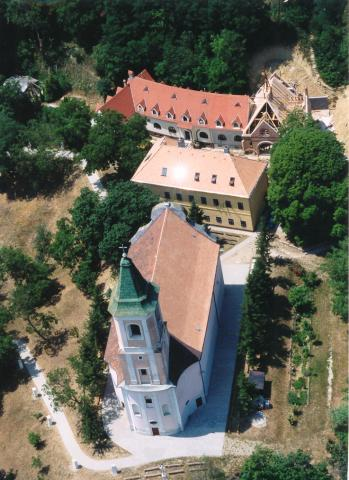
A templom
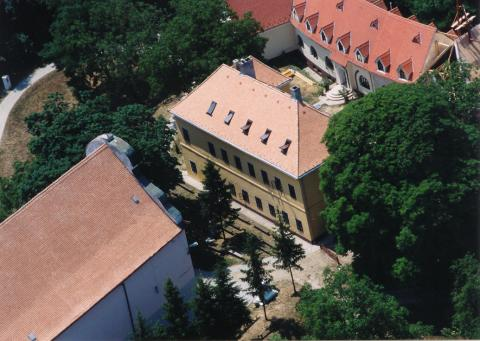
Homokkomárom légi felvételen
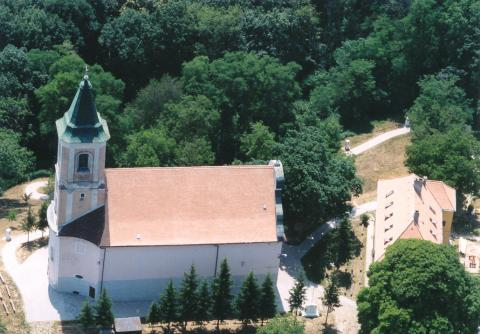
A templom
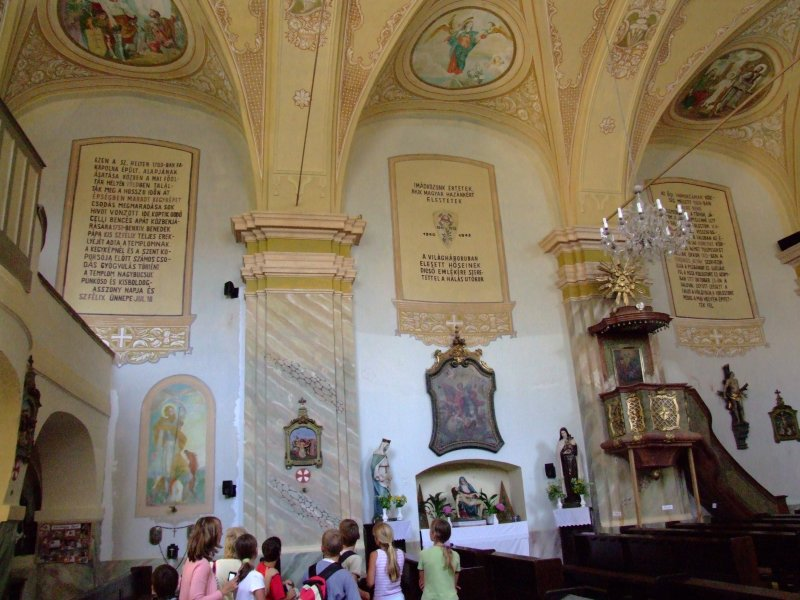
A templom belső tere